# Norbert Hofer

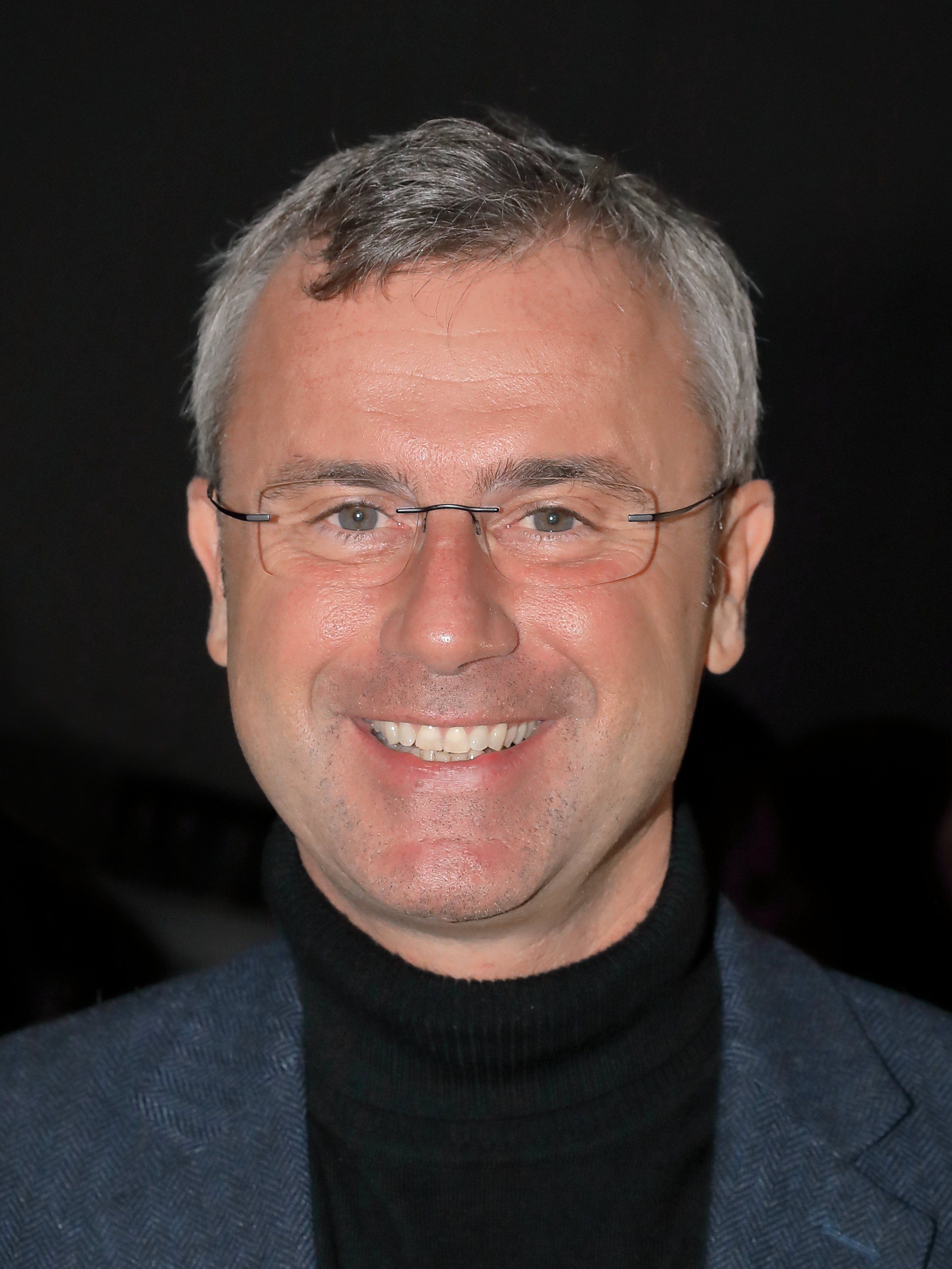
Norbert Hofer (2019)

Norbert Gerwald Hofer (* 2. März 1971 in Vorau, Steiermark) ist ein rechtsextremer österreichischer Politiker (FPÖ). Er war von 2019 bis 2021 Bundesparteiobmann seiner Partei.
Von März bis Oktober 2020 war er Landesparteiobmann der FPÖ Burgenland. 
Er war bis 5. Februar 2025 Abgeordneter zum österreichischen Nationalrat. Von 2013 bis 2017 sowie von 2019 bis 2024 war er zudem dessen Dritter Präsident. Von 2017 bis 2019 war Hofer Bundesminister für Verkehr, Innovation und Technologie in der Bundesregierung Kurz I. Er war bei der Bundespräsidentenwahl 2016 Kandidat seiner Partei und bei der Nationalratswahl in Österreich 2019 Spitzenkandidat der FPÖ. Er war Spitzenkandidat der FPÖ für die Landtagswahl im Burgenland 2025 und ist seit dem 6. Februar 2025 Abgeordneter zum Burgenländischen Landtag.

## Leben

### Herkunft
Laut Familiengeschichte wurde sein Großvater als Sohn burgenländischer Auswanderer in Chicago (Illinois, USA) geboren und war erfolgreicher Fabrikant. Die Vorfahren väterlicherseits stammten aus der Steiermark. 
Sein Vater Gerwald Julius Hofer war Direktor der E-Werke von Pinkafeld im Burgenland und lange Zeit für die ÖVP aktiv, für die er im Gemeinderat von Pinkafeld saß. Norbert Hofer wuchs in bürgerlichen Verhältnissen mit drei Geschwistern in Pinkafeld auf. Nachdem Hofers Schwester mit sechzehn Jahren an Krebs gestorben war, zog sich der Vater zunächst aus der Politik zurück. Einige Jahre später kandidierte er jedoch entgegen dem Druck des Eigentümers der E-Werke als Parteifreier für die FPÖ. Aus Protest gegen dieses Verhalten wurde Norbert Hofer 1993 für die FPÖ aktiv. Der Vater wurde schließlich FPÖ-Gemeinderat und Obmann des freiheitlichen Seniorenringes im Burgenland.

### Ausbildung und Beruf
Hofer besuchte die Volksschule Pinkafeld (1977–1981), das Bundesrealgymnasium Oberschützen (1981–1983) und die Hauptschule Pinkafeld (1983–1985). Nach der Matura an der Höheren Technischen Lehranstalt Eisenstadt (HTBLA) in der Fachabteilung Flugtechnik im Jahr 1990 und dem Präsenzdienst 1990/91 beim Bundesheer – er war im Rahmen des Assistenzeinsatzes Grenzraumüberwachung an der ungarischen Grenze stationiert – war er mehrere Monate als Einrichtungsberater und technischer Zeichner bei den Pinkafelder E-Werken beschäftigt, was eine Verkaufstätigkeit bei Messen mit einschloss.
Anschließend arbeitete Hofer von 1991 bis 1994 als Bord- und Systemingenieur für Triebwerke und Hilfsgasturbinen (Flugtechniker) sowie als Vertragsverhandler bei Lauda Air Engineering und erlangte zeitgleich den Luftfahrzeugwartschein zweiter und erster Klasse. Außerdem trat er dem Verband Österreichischer Ingenieure (VÖI) bei.
Von 1995 bis 1999 absolvierte er verhaltenstechnische Seminare und 1999 eine Ausbildung zum Kommunikations- und Verhaltenstrainer. Unterweisungen erhielt er beim Rhetoriktrainer Géza Molnár.
Im Jahr 2000 legte er an der Verwaltungsschule der Burgenländischen Landesregierung die Dienstprüfung für den Höheren Rechnungs- und Verwaltungsdienst für Beamte ab.
Von 2010 bis 2015 war Hofer im Amt der Burgenländischen Landesregierung (Landesregierung Niessl III) im Sozialcontrolling beschäftigt; 2011 erfolgte die Karenzierung, er war somit 2012/13/14 außer Dienst gestellt.

## Politische Laufbahn

### Partei
Hofer wurde Organisationsreferent der durch Helmut Haigermoser geleiteten Interessensvertretung Ring Freiheitlicher Wirtschaftstreibender (1994), Wahlkampfleiter und Organisationsreferent der FPÖ Burgenland (1994–1996) und Stadtparteiobmann in Eisenstadt (1994–2006) sowie Mitglied des Landesparteivorstandes (ab 1994). 
Von 1996 bis 2007 war er Landesparteisekretär der FPÖ Burgenland; er erlebte die Landesparteiobmänner Wolfgang Rauter, Stefan Salzl und Johann Tschürtz. Ebenfalls 1996 wurde er Mitglied des Landesparteipräsidiums. Nach der Landtagswahl im Burgenland 1996 war er bis 2000 Pressesprecher des FPÖ-Landesrates Wolfgang Rauter (Landesregierung Stix II). Im Zuge der Landtagswahl im Burgenland 2000 war er bis 2006 Klubdirektor des FPÖ-Landtagsklubs unter Stefan Salzl. 
Von 2004 bis 2009 war er Bezirksparteiobmann für den Bezirk Eisenstadt-Umgebung. 2006 wurde er Landesparteiobmann-Stellvertreter unter Johann Tschürtz und Finanzreferent der FPÖ Burgenland. Als sein „Protegé“ in Eisenstadt und im Burgenland gilt Géza Molnár, Sohn eines gleichnamigen Bekannten und Rhetoriktrainers.
Im Jahre 2005 gehörte Hofer zu denjenigen Parteifunktionären, die nicht zur Abspaltung Bündnis Zukunft Österreich (BZÖ) um Jörg Haider wechselten, stieg in der FPÖ daraufhin zum Mitglied des Bundesparteipräsidiums und des -vorstandes auf und wurde 2005 einer der Stellvertreter des neuen Bundesparteiobmannes Heinz-Christian Strache.
In der FPÖ ist er ferner seit 2007 Vorstandsmitglied des 2006 – anstelle der früheren durch Ewald Stadler geleiteten Parteiakademie (Freiheitliche Akademie) – neu gegründeten FPÖ-Bildungsinstituts unter der Präsidentschaft von Hilmar Kabas, für das er seit 1996 als Trainer und Vortragender tätig war. Außerdem war er Autor des von Andreas Mölzer, Abgeordneter zum Europäischen Parlament, korrigierten FPÖ-Parteiprogramms, das am 18. Juni 2011 im Rahmen des 30. Ordentlichen Bundesparteitages in Graz beschlossen wurde. 
Darin werde u. a. das Bekenntnis zur „deutschen Volksgemeinschaft“ bekundet.
Überdies ist Hofer seit 1997 (damals noch unter dem Bundesparteiobmann Jörg Haider) hauptverantwortlich für das Handbuch freiheitlicher Politik, das zuletzt 2013 in seiner vierten Auflage beim FPÖ-Bildungsinstitut erschien. Wissenschafter attestieren dem Handbuch einen islamophoben Diskurs.

### Abgeordneter und im Präsidium des Nationalrats

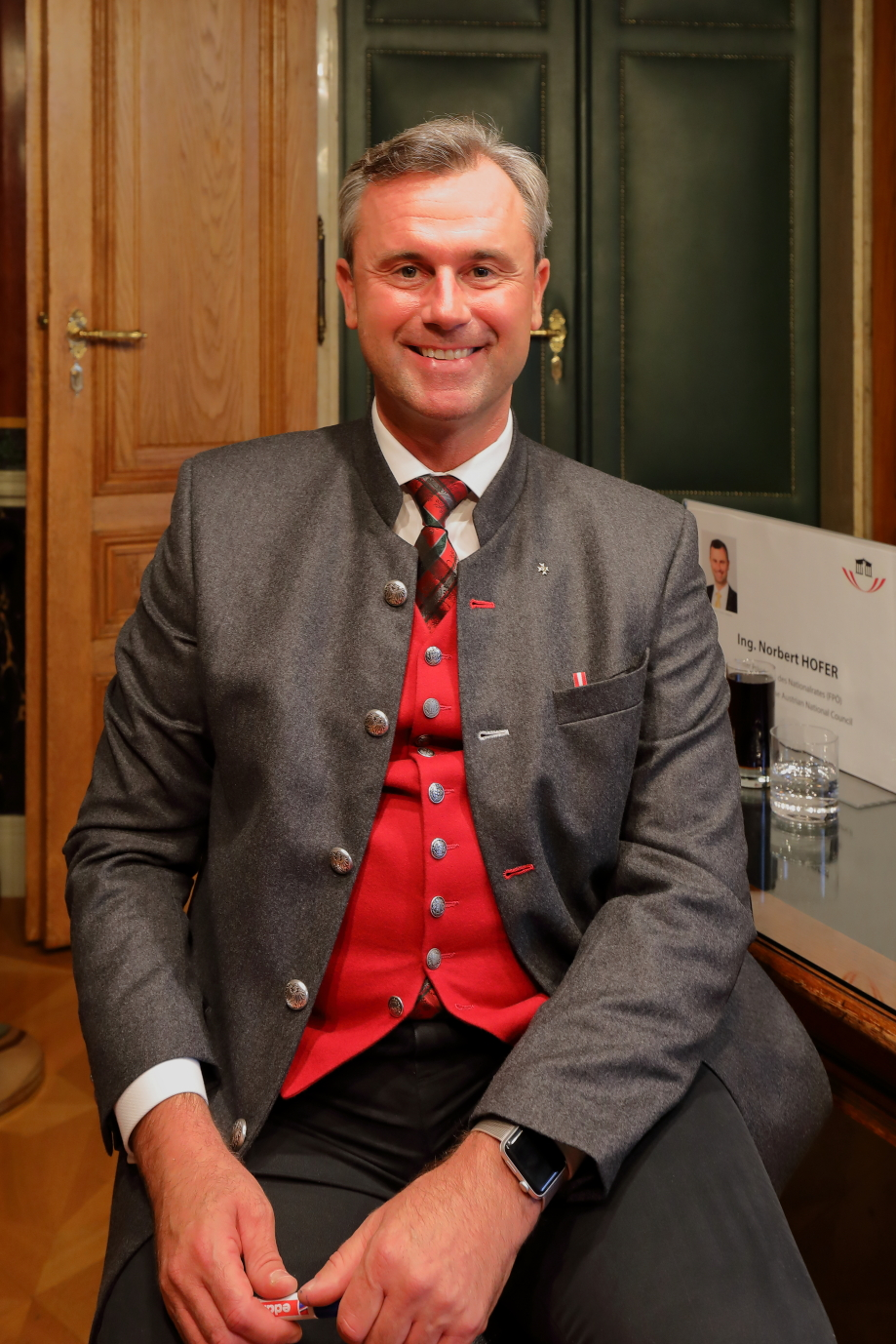
Norbert Hofer im österreichischen Parlament anlässlich des Tags der offenen Tür am Nationalfeiertag 2016

Von 1997 bis 2007 war er Mitglied des Gemeinderates in Eisenstadt.
Nach der Nationalratswahl 2006 – er kandidierte hinter Manfred Kölly auf Listenplatz 2 – wurde Hofer Abgeordneter im österreichischen Nationalrat. Im Gegensatz zu anderen Kandidaten mit Behinderung „schaffte [er] den Einzug als Abgeordneter sofort“.
Er wurde u. a. Obfraustellvertreter des Familienausschusses und Schriftführer des Umweltausschusses. 2008, diesmal als Spitzenkandidat der FPÖ-Liste im Burgenland, zog er erneut ein. Er war in dieser Periode u. a. Obmann des Ständigen Unterausschusses des Rechnungshofausschusses, Obmannstellvertreter des Umweltausschusses und Schriftführer des Familienausschusses. Von 2006 bis 2013 war er überdies Klubobmann-Stellvertreter unter Heinz-Christian Strache des Freiheitlichen Parlamentsklubs.
Seit der XXV. Gesetzgebungsperiode 2013 ist/war er u. a. Obfraustellvertreter des Ständigen Unterausschusses des Hauptausschusses und des Hauptausschusses sowie Obmannstellvertreter des Geschäftsordnungsausschusses, Vorsitzenden-Vertreter des Untersuchungsausschusses Hypo-Untersuchungsausschuss, Obfraustellvertreter der Enquete-Kommission betreffend Stärkung der Demokratie in Österreich, Schriftführer des Ausschusses für Arbeit und Soziales und des Umweltausschusses.
In der konstituierenden Sitzung des Nationalrates nach der Nationalratswahl 2013 wurde er am 29. Oktober 2013 als Nominierter der nach Mandaten drittstärksten Partei zum Dritten Nationalratspräsidenten gewählt. 
Alle FPÖ-Abgeordneten trugen seinerzeit eine blaue Kornblume am Revers. Sein Büroleiter ist der Schimanek-Sohn Rene Schimanek, FPÖ-Stadtrat in Langenlois.
Seit 2014 ist er Obmann-Stellvertreter der Österreichischen Parlamentarischen Gesellschaft.
Bei der konstituierenden Sitzung zur Eröffnung der 26. Gesetzgebungsperiode des österreichischen Nationalrats am 9. November 2017 wurde Hofer abermals zum Dritten Präsidenten des Nationalrats gewählt. Mit 132 von 158 gültigen Stimmen der Abgeordneten erhielt er mit 83,5 Prozent die meisten Stimmen aller Präsidenten, die in dieser Gesetzgebungsperiode gewählt wurden. Da er am 18. Dezember 2017 zum Infrastrukturminister in der Bundesregierung Kurz I ernannt wurde, trat er als Dritter Nationalratspräsident zurück.
Seit dem 24. Mai 2019 ist er wieder Nationalratsabgeordneter (XXVI. Gesetzgebungsperiode), er übernahm das Mandat von Christian Ries. 
Bei der Gemeinderatswahl im Oktober 2022 wurde er in seinem Heimatort Pinkafeld zum Gemeinderat gewählt, die Vorzugsstimmen brachten ihn vom letzten Listenplatz auf den ersten.

### Bundespräsidentenwahl 2016

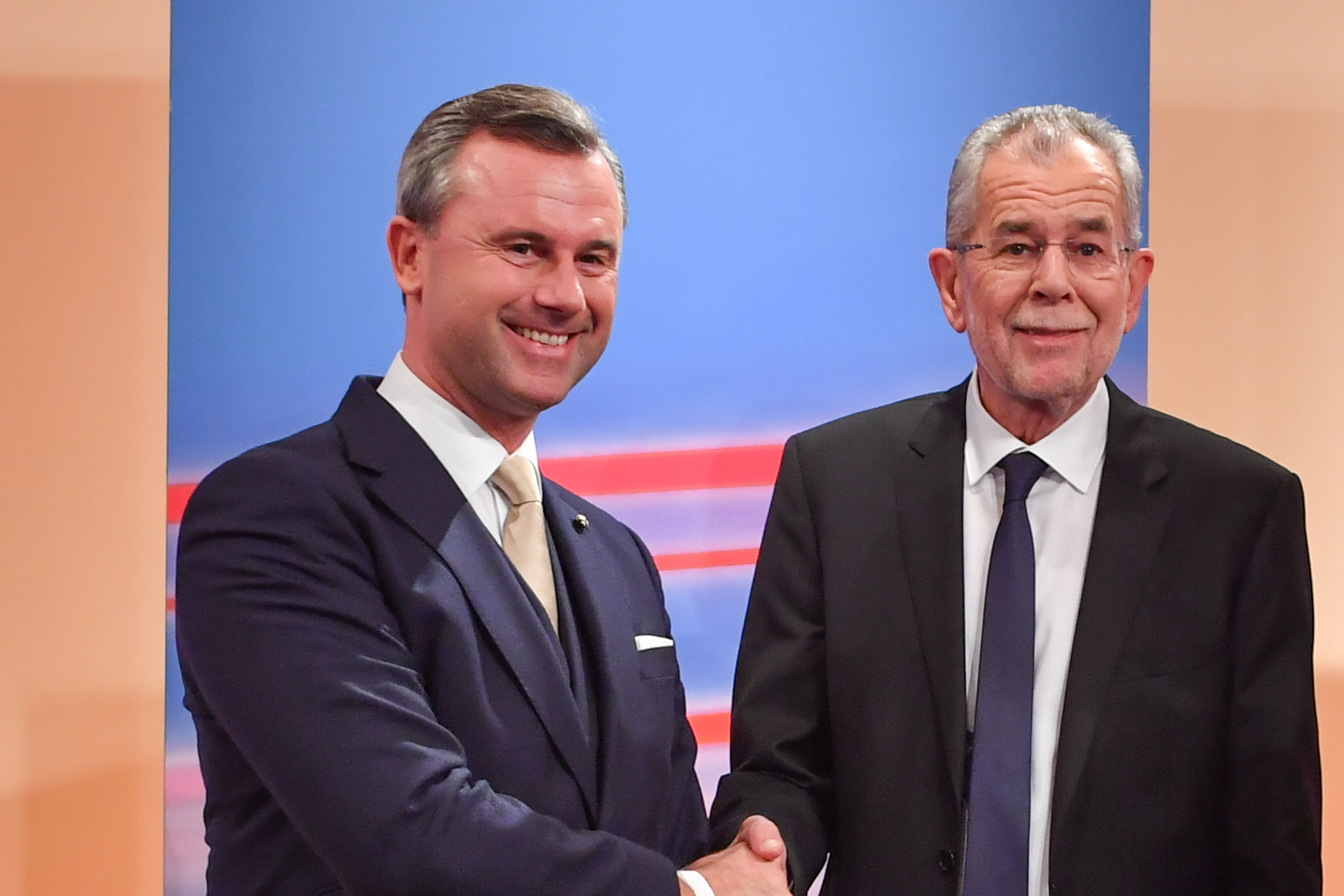
Norbert Hofer mit Alexander Van der Bellen (2016)

Von FPÖ-Bundesparteiobmann Heinz-Christian Strache im Vorfeld der Wahl zum österreichischen Bundespräsidenten 2016 mehrfach als möglicher Kandidat seiner Partei für das Bundespräsidentenamt genannt, wies Hofer das zunächst mit dem Hinweis, er fühle sich dafür zu jung und strebe das nicht an, noch von sich.
Der FPÖ-Bundesparteivorstand konnte ihn letztlich von der Kandidatur überzeugen und präsentierte ihn am 28. Jänner 2016 als Kandidaten für die Wahl. 
Für Irritation sorgte die Äußerung in einem Interview: „Sie werden sich noch wundern, was alles möglich ist!“ Sie wurde im Wahlkampf „von vielen Menschen als unverhohlene Drohung empfunden, wonach die Rechte des Bundespräsidenten auf bisher völlig unübliche Weise ausgeweitet werden sollen, um eine ähnliche Machtfülle wie der französische bzw. amerikanische Präsident zu erreichen.“ Die Äußerung wurde von der Forschungsstelle für Österreichisches Deutsch an der Universität Graz zum Unspruch des Jahres 2016 gewählt.
Im ersten Wahldurchgang dominierten im Wahlkampf die Themen Flüchtlingskrise und das Amtsverständnis der Kandidaten bzw. der Umgang mit den Kompetenzen eines Bundespräsidenten. So trat Hofer als Gegner des transatlantischen Freihandelsabkommens (TTIP) auf und kündigte an, als Bundespräsident den Vertrag nicht zu unterzeichnen. Die Bevölkerung solle über eine Volksabstimmung darüber entscheiden. 
Beim Thema Flüchtlingskrise lehnte Hofer eine numerische Obergrenze für Flüchtlinge ab, da es lediglich eine „Beruhigungspille“ für die Bevölkerung sei. Hofer sprach sich für weitere Kontrollen an den Staatsgrenzen innerhalb des Schengen-Raums aus und befürwortete mehr Sach- statt Geldleistungen für Asylberechtigte. In der Stichwahl dominierten ähnliche Themen.
Bei der Volksabstimmung in Österreich über den Beitritt zur Europäischen Union im Jahr 1994 stimmte Hofer gegen einen EU-Beitritt.
Im Wahlkampf bekräftigte er diese Entscheidung und würde auch heute gegen einen EU-Beitritt stimmen, wenn Österreich nicht Mitglied der EU wäre. Laut Hofer hätte Österreich heute ähnliche bilaterale Verträge mit der EU wie die Schweiz.
Im ersten Wahlgang am 24. April 2016 erhielt er mit 35,05 Prozent die meisten Stimmen vor dem unabhängigen Kandidaten Alexander Van der Bellen (Die Grünen), der 21,34 Prozent erreichte. Im darauffolgenden zweiten Wahlgang (Stichwahl) am 22. Mai 2016 unterlag er ihm knapp mit 49,65 Prozent der abgegebenen Stimmen. Dieser Wahlgang wurde von der FPÖ mit einer Wahlanfechtung beeinsprucht und vom Verfassungsgerichtshof wegen formaler Mängel bei der Auszählung der Briefwahlstimmen aufgehoben. 
Mit dem Ende der Amtszeit von Bundespräsident Heinz Fischer am 8. Juli übernahm das Kollegium der drei Nationalratspräsidenten, neben Hofer die Nationalratspräsidentin Doris Bures (SPÖ) und der Zweite Präsident Karlheinz Kopf (ÖVP), nach Artikel 64 B-VG die Amtsgeschäfte des Bundespräsidenten. Bei der Wiederholung des zweiten Wahlgangs am 4. Dezember 2016 unterlag er mit 46,21 Prozent der Stimmen erneut seinem Gegenkandidaten Alexander Van der Bellen.

### Bundesminister für Verkehr, Innovation und Technologie
Nachdem die ÖVP und die FPÖ bei der Nationalratswahl 2017 stark zulegen konnten, bildeten sie eine gemeinsame Regierungskoalition. Norbert Hofer wurde von der FPÖ als Infrastrukturminister nominiert und schließlich am 18. Dezember 2017 von Bundespräsident Van der Bellen als Minister in der Bundesregierung Kurz I ernannt und angelobt.
In Folge des Video-Skandals um Heinz-Christian Strache und der Entlassung von Bundesinnenminister Herbert Kickl wurde Norbert Hofer auf eigenen Wunsch am 22. Mai 2019 aus seinem Ministeramt durch Bundespräsident Alexander Van der Bellen enthoben.
Die Wirtschafts- und Korruptionsstaatsanwaltschaft beantragte im Februar 2020 die Aufhebung der parlamentarischen Immunität Hofers. Als Grund wird der Verdacht der Geschenkannahme während seiner Zeit als Verkehrsminister genannt. 
Im Februar 2022 wurde bekannt, dass die zentrale Staatsanwaltschaft zur Verfolgung von Wirtschaftssachen und Korruption das Verfahren einstellte, weil keine Anhaltspunkte dafür vorlagen, dass der zu prüfende Sachverhalt einen strafbaren Tatbestand, insbesondere jenen nach § 304 Abs. l und 2 erster Fall StGB, zu erfüllen vermochte.

### Bundesparteiobmann der FPÖ
Am 4. Juni 2019 wurde Hofer als Spitzenkandidat für die Nationalratswahl in Österreich 2019 vom Parteipräsidium einstimmig nominiert. Zu diesem Zeitpunkt war er bereits designierter Parteiobmann.
Seit 14. September 2019 war er gewählter Bundesparteiobmann der FPÖ.
Nachdem seine Partei bei der Nationalratswahl 2019 16,17 Prozent der Stimmen erhalten hatte, wollte Hofer vorerst keine konkreten Sondierungsgespräche mit Sebastian Kurz und der ÖVP führen, weil die FPÖ aus Hofers Sicht keinen Regierungsauftrag erhalten hat.
Am 7. März 2020 wurde Hofer mit 100 von 132 gültigen Stimmen zum Landesparteiobmann der FPÖ Burgenland gewählt. Gegenkandidat Manfred Haidinger erhielt 32 Stimmen. Im Oktober 2020 übergab er den Vorsitz der FPÖ Burgenland an Alexander Petschnig.
Am 1. Juni 2021 trat Hofer als Parteiobmann zurück.
Im Oktober 2024 verständigte sich der Landesparteivorstand der FPÖ Burgenland auf Norbert Hofer als FPÖ-Spitzenkandidaten für die Landtagswahl im Burgenland 2025. Mit Beginn der XXIII. Gesetzgebungsperiode am 6. Februar 2025 wechselte er in den Burgenländischen Landtag, wo er Johann Tschürtz als FPÖ-Landtagsklubobmann nachfolgte. Im Nationalrat rückte Michael Gmeindl für ihn nach.

## Politische Positionen
Hofer befürwortet einen Wechsel von der repräsentativen hin zur direkten Demokratie „nach schweizerischem Vorbild“. Er tritt als Gegner des transatlantischen Freihandelsabkommens (TTIP) auf und kündigte an, im Fall seiner Wahl als Bundespräsident sein Veto einzulegen und eine Volksabstimmung zu erzwingen. Auch in weiteren Bereichen wollte er ein neues, nicht auf Repräsentation beschränktes Amtsverständnis pflegen.
Hofer ist Mitautor des Parteiprogramms der FPÖ und des „Handbuchs freiheitlicher Politik“ und begrüßte die von Heinz-Christian Strache, dessen Stellvertreter er war, durchgesetzte Wiederaufnahme des unter Jörg Haider gestrichenen Bekenntnisses zur „deutschen Sprach- und Kulturgemeinschaft“. Zuwanderung und eingetragene Partnerschaft für Homosexuelle lehnt er ab.
Hofer bekundete im Vorfeld der Bundespräsidentenwahl 2016 wiederholt Verständnis dafür, dass die Österreicher angesichts der Flüchtlingskrise vermehrt Waffenbesitzkarten beantragten; die Menschen versuchten „immer, sich in unsicheren Zeiten zu schützen“. Hofer ist selbst Waffenbesitzer und Sportschütze. Im September 2016 hat er sich für den Abriss des Hitler-Geburtshauses in Braunau am Inn ausgesprochen.
Als FPÖ-Chef bekundete Hofer seine Absicht, den Umweltschutz zu einem Schwerpunkt zu machen, und bezeichnete als „die größten Herausforderungen unserer Zeit“ den „Klimaschutz und de[n] von den Menschen herbeigeführte[n] Klimawandel“. Anders als sein Vorgänger Heinz-Christian Strache würde er nicht bezweifeln, dass die Erderwärmung menschengemacht ist.
Vor der Nationalratswahl 2019 äußerte er dagegen in einer Talkrunde mit Bezug auf die schwedische Klimaaktivistin Greta Thunberg: „Was kommt als Nächstes? Das Klima-Kriegsrecht? Wir wollen keine Zöpferl-Diktatur.“
Das Coronavirus bezeichnete Hofer im Mai 2020 als „ein Grippevirus, das für über 80 Prozent der Bevölkerung nicht gefährlich“ sei. Er warf der Regierung vor, die umfangreiche Vollmacht, die sie bekommen habe, für „verfassungswidrige Erlässe und Verordnungen“ missbraucht zu haben, und warnte vor einer „zweiten Welle der Rekordarbeitslosigkeit und Insolvenzen“. 
Am 16. Juni 2020 machte Hofer an einer Wahlkampfveranstaltung die Aussage „Ich fürchte mich nicht vor Corona. Corona ist nicht gefährlich. Da ist der Koran gefährlicher.“ Daraufhin wurde er wegen Volksverhetzung angezeigt.
Verkehrspolitik
Im Jahr 2018 sprach sich Hofer für die Einführung von Tempo 140 auf zwei Drittel aller österreichischen Autobahnen aus. Sein Vorschlag steht in Widerspruch zu den Empfehlungen eines vom Verkehrsministerium beauftragten Expertengremiums, das die Aufgabe hatte, Maßnahmen zur Reduktion der Treibhausgasemissionen zu erarbeiten. Das Gremium sprach sich für eine Absenkung der Höchstgeschwindigkeit auf 100 km/h auf allen Autobahnen und Schnellstraßen für alle PKW aus. Dieser Vorschlag wird von Hofer abgelehnt, da man Klimaziele im Verkehrsbereich über die Schaffung von Anreizen und nicht durch Verbote erreiche.
Ein von Hofer für Jahresbeginn 2019 für drei Straßenkreuzungen in Linz initiiertes Pilotprojekt zum „Rechtsabbiegen bei Rot“ wird von der Forschungsgesellschaft Straße – Schiene – Verkehr, dem Österreichischen Gemeindebund und dem Verkehrsclub Österreich kritisiert.

## Sonstige Tätigkeiten
Hofer ist umweltpolitisch tätig. Seit 2010 ist er stellvertretender Vorstandsvorsitzender der österreichischen Sektion der gemeinnützigen Europäischen Vereinigung für Erneuerbare Energien Eurosolar e. V. (EUROSOLAR). 2011 wurde er Beiratsmitglied der Interessensvertretung der Spartenverbände für erneuerbare Energie, Erneuerbare Energie Österreich (EEÖ).
Im Geschäftsjahr 2010/11 war er Aufsichtsratsmitglied der Charterfluggesellschaft Mapjet AG und 2011/12 der International Sky Services AG sowie von 2010 bis 2012 Vorstandsvorsitzender beim Mehrheitseigentümer der mapjet (PAF-Privatstiftung).

## Privates

### Leben und Familie

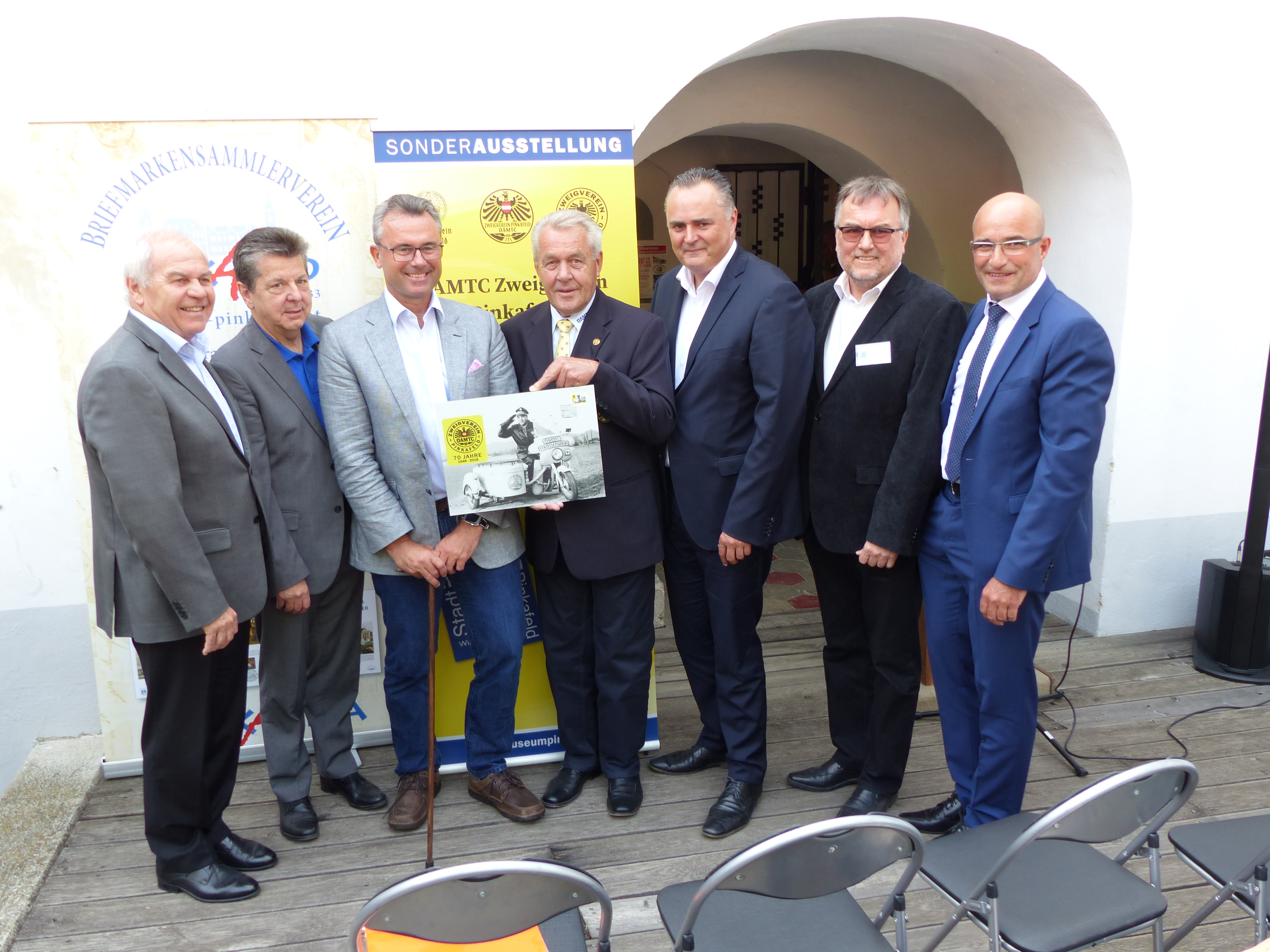
Norbert Hofer mit Hans Peter Doskozil bei einer Ausstellungseröffnung im Stadtmuseum Pinkafeld (2018)

Hofer ist in zweiter Ehe verheiratet und hat vier Kinder, wobei drei aus der ersten Ehe stammen. Aus seiner jetzigen Ehe mit Verena Hofer ging eine Tochter hervor.
Hofer bezeichnet sich selbst als gläubig. Er trat 2009 aus der katholischen Kirche aus und wurde evangelisch. Sein Hauptwohnsitz befindet sich in Pinkafeld im Burgenland.
Sein Großonkel war der Höhlenforscher Hermann Hofer (1908–2003).

### Unfall und Ehrenamt
Im Jahr 2003 stürzte Hofer mit dem Paragleiter in Stubenberg am See in der Steiermark ab und zog sich schwere Wirbelsäulenverletzungen zu. Diese Verletzung führte bei ihm zu einem inkompletten Querschnittsyndrom. Seither ist er auf die Unterstützung eines Gehstocks angewiesen.
Ehrenamtlich engagiert er sich seitdem in der Behindertenpolitik. Hofer ist seit 2007 Mitglied des Bundesbehindertenbeirates und seit 2009 des Österreichischen Rates für Freiwilligenarbeit. Von 2008 bis 2012 war er Vizepräsident der Landesgruppe Burgenland des Österreichischen Zivil-Invalidenverbandes (ÖZIV).

### Schülerverbindung
Hofer ist Ehrenmitglied der Schülerverbindung „pennal-conservative Burschenschaft Marko-Germania zu Pinkafeld“ im CDC.
Das Dokumentationsarchiv des österreichischen Widerstandes (DÖW) attestiert der Verbindung „völkischen Nationalismus“ und „Demokratieskepsis“. Die Burschenschaft habe einen „politischen Auftrag“.

## Ehrungen
- Ehrenritter des St. Georgs-Orden – Ein europäischer Orden des Hauses Habsburg-Lothringen[65]
- 2022: Großes Silbernes Ehrenzeichen am Bande für Verdienste um die Republik Österreich[66]

## Veröffentlichungen
- Aufstehen für Österreich: Mein Leben nach der Querschnittslähmung, Leopold Stocker Verlag, Graz/Stuttgart 2019, ISBN 978-3-7020-1857-3

Hofer ist Autor bzw. Herausgeber mehrerer beim FPÖ-Bildungsinstitut erschienener Schriften:
- Behinderung und Pflegebedürftigkeit in Österreich. Ein Wegweiser [Maßnahmen zur Sicherung einer legalen, leistbaren und praxisnahen Pflege und Betreuung]. 3. Auflage. Freiheitliche Akademie, Wien 2010, ISBN 978-3-902720-05-4.
- (Hrsg.): Michael Howanietz: Für ein freies Österreich. Souveränität als Zukunftsmodell. Freiheitlicher Parlamentsklub, Wien 2013, ISBN 978-3-902720-11-5.[67][68]
- (Hrsg.): Michael Howanietz: Nur selbstversorgt heißt Souverän. Wer Wasser, Nahrung und Energie hat, dem wird Freiheit gegeben. FPÖ-Bildungsinstitut, Wien 2013, ISBN 978-3-902720-07-8.
- Handbuch freiheitlicher Politik. Ein Leitfaden für Führungsfunktionäre und Mandatsträger der Freiheitlichen Partei Österreichs. 4. Auflage, FPÖ-Bildungsinstitut, Wien 2013.
- mit Elisabeth Schwetz, Mario Arnhold: Leben nach der Querschnittlähmung. Ratgeber für behinderte und pflegebedürftige Menschen. Ein Wegweiser. FPÖ-Bildungsinstitut, Wien 2014, ISBN 978-3-902720-18-4.
- (Hrsg.): Dietrich Wertz, Michael Howanietz: Energie und Lebensmittel – Grundlagen der Freiheit. 3. Auflage. FPÖ-Bildungsinstitut, Wien 2015.

Außerdem erschienen folgende Beiträge:
- mit Hannes Swoboda und Stephan Pernkopf: Parteipolitik hat hier nichts zu suchen. In: Barbara Schmidt (Hrsg.): Strom aufwärts. 10 Jahre Liberalisierung des Strommarkts in Österreich (= Energiewirtschaft. Band 1). Lit, Wien u. a. 2011, ISBN 978-3-643-50296-4, S. 205 ff.